# Stephan Bröchler
Stephan Bröchler (* 1962 in Düsseldorf) ist ein deutscher Politikwissenschaftler und Hochschullehrer. Seit Oktober 2020 ist Bröchler Professor für Politik- und Verwaltungswissenschaften an der Hochschule für Wirtschaft und Recht Berlin (HWR). Seit 1. Oktober 2022 ist er auch Landeswahlleiter für Berlin.

## Leben
Stephan Bröchler hat an den Universitäten Köln, Duisburg und Konstanz studiert und erhielt in Konstanz zuerst sein Diplom im Fach Verwaltungswissenschaft und promovierte dann dort im Jahr 1992. Seine Dissertation trägt den Titel „Die Ohnmacht der Vision. Theorie und Praxis sozialverträglicher Technikgestaltung in NRW“ und wurde mit der Note „magna cum laude“ ausgezeichnet.
2003 erhielt Bröchler seine Venia Legendi für Politik- und Verwaltungswissenschaft durch die Fernuniversität Hagen. Seine Habilitationsschrift trägt den Titel „Die Technik des Regierens. Eine Analyse institutioneller Veränderungen der Bundeskanzlerämter in Deutschland und Österreich sowie der Bundeskanzlei der Schweiz durch den Einsatz moderner Informations- und Kommunikationstechnik“. 2008 bis 2009 übernahm er in Hagen seine erste Vertretungsprofessur in „Vergleichende Politikwissenschaft“, die vorher Hans-Joachim Lauth innehatte. 2009 bis 2012 hielt er eine Vertretungsprofessur an der Justus-Liebig-Universität Gießen, 2014 bis 2015 an der Technischen Universität Darmstadt, 2018 an der Julius-Maximilians-Universität Würzburg, 2018 bis 2019 an der Martin-Luther-Universität in Halle an der Saale und seit Oktober 2019 an der Humboldt-Universität zu Berlin.
Im September 2020 kündigte Bröchler über Twitter an, einen Ruf für die Professur für Politik- und Verwaltungswissenschaften an der Hochschule für Wirtschaft und Recht Berlin (HWR) angenommen zu haben. Er bleibe jedoch weiterhin als Privatdozent an der Humboldt-Universität tätig.
Am 6. September 2022 wurde Bröchler durch den Berliner Senat (Senat Giffey) mit Wirkung zum 1. Oktober 2022 zum neuen Landeswahlleiter ernannt. Zuvor habe er, nach Ansicht eines Journalisten, in der Expertenkommission zur Aufklärung der Unregelmäßigkeiten und Durchführungsprobleme der Landeswahl von 2021 durch große Sachkenntnis überzeugt, müsse aber nun zeigen, dass er die nötigen Organisationsreformen zur besseren Zusammenarbeit der Senats- und Bezirksverantwortlichen in der kurzen Zeitspanne bis 12. Februar 2023 auch durchsetzen könne. Als erklärtes Ziel gibt er an, verlorengegangenes Vertrauen der Berliner in die Demokratie zurückzugewinnen.
Bröchler ist nach eigenen Angaben seit seiner Studentenzeit Mitglied der Sozialdemokratischen Partei Deutschlands (SPD). Bei der Friedrich Ebert Stiftung, der Parteistiftung der SPD, ist er Vertrauensdozent sowie Mitglied im „Gesprächskreis Zukunft der Parteiendemokratie“.

## Arbeit
Sein Forschungsschwerpunkt liegt bei der Untersuchung des Regierungssystems der Bundesrepublik Deutschland und der Vergleichenden Regierungslehre.
Stephan Bröchler hat mehrere fachwissenschaftliche Bücher herausgegeben, häufig in Zusammenarbeit mit Hans-Joachim Lauth und Julia von Blumenthal.
Bröchler ist neben seiner universitären Arbeit Redakteur und Ressortleiter für Rezensionen der Zeitschrift für Vergleichende Politikwissenschaft. Er ist Experte für die Chefredaktion des ZDF und Länderexperte für Deutschland bei Varieties of Democracy (V-Dem), einem Demokratieindex, der auf Experteneinschätzungen basiert. Außerdem ist Bröchler bei der Deutschen Vereinigung für Politikwissenschaft Sprecher der Sektion „Regierungssystem und Regieren in der Bundesrepublik Deutschland“.

## Werke (Auswahl)

### Monographien
- Die Ohnmacht der Vision. Theorie und Praxis sozialverträglicher Technikgestaltung in NRW. Dissertation, Düsseldorf 1992.
- Die Technik des Regierens. Eine Analyse institutioneller Veränderungen der Bundeskanzlerämter in Deutschland und Österreich sowie der Bundeskanzlei der Schweiz durch den Einsatz moderner Informations- und Kommunikationstechnik. Habilitationsschrift, Hagen 2003.

### Herausgeberschaften
- mit Hans-Joachim Lauth: Politikwissenschaftliche Perspektiven. VS Verlag für Sozialwissenschaften, Wiesbaden 2008, ISBN 978-3-531-91179-3.
- mit Julia von Blumenthal: Müssen Parlamentsreformen scheitern?. VS Verlag für Sozialwissenschaften, Wiesbaden 2009, ISBN 978-3-531-91498-5.
- mit Julia von Blumenthal: Föderalismusreform in Deutschland – Zwischenbilanz und Ausblick. VS Verlag für Sozialwissenschaften, Wiesbaden 2010, ISBN 978-3-531-92518-9.
- mit Julia von Blumenthal: Regierungskanzleien im politischen Prozess. VS Verlag für Sozialwissenschaften, Wiesbaden 2011, ISBN 978-3-531-93236-1.
- mit Hans-Joachim Lauth: Von Government zu Governance. VS Verlag für Sozialwissenschaften, Wiesbaden 2014, ISBN 978-3-658-06145-6.
- mit Timo Grunden: Informelle Politik. VS Verlag für Sozialwissenschaften, Wiesbaden 2014, ISBN 978-3-658-02380-5.
- mit Arthur Benz und Hans-Joachim Lauth: Handbuch der europäischen Verfassungsgeschichte im 20. und 21. Jahrhundert. Institutionen und Rechtspraxis im gesellschaftlichen Wandel, Band 5: seit 1989. Verlag J.H.W. Dietz Nachf., Bonn 2020, ISBN 978-3-8012-4251-0.
- mit Manuela Glaab und Helmar Schöne: Kritik, Kontrolle, Alternative – Was leistet die parlamentarische Opposition?. VS Verlag für Sozialwissenschaften, Wiesbaden 2020, ISBN 978-3-658-29909-5.